# Retais sund
Retais sund är ett sund i Finland. Det ligger i Korpo i landskapet Egentliga Finland, i den sydvästra delen av landet, 180 km väster om huvudstaden Helsingfors.
Retais sund ligger mellan Långholm i norr och Kyrklandet i söder. Väster om Retais sund ligger Sindessund där bron som förbinder Vattkast med Kyrklandet ligger.